# 高杉航大
高杉 航大（たかすぎ こうだい、1963年3月26日 - ）は、神奈川県出身の日本の俳優・タレント。身長175cm、血液型はA型。サンミュージック所属。かつてはプロダクション人力舎に所属していた。

## 略歴
- 1985年から1989年まで、コントパフォーマンスグループ『鳶屋軽兵衛一族』として活動し、1988年に『冗談画報II』（フジテレビ）に出演。
- 1991年から1994年9月まで、『食キングクイズ!地球丸かじり』（テレビ東京）でレポーターとして出演。
- 1991年から1996年まで、本名である高橋俊博として劇団『惑星ピスタチオ』に所属。

## 出演

### 連続ドラマ
- 拝啓自治会長殿 第4話（1995年、NHK）
- 正義は勝つ（1995年） - 武田繁 役
- ひまわり（1996年、NHK）
- 刑事追う! 第8話（1996年、テレビ東京）
- ストーカー・誘う女（1997年、TBS）
- 踊る大捜査線 第7話（1997年、フジテレビ）
- それが答えだ! 第10話（1997年、フジテレビ）
- 略奪愛・アブない女 第6話（1997年、TBS）
- 土曜ドラマ（NHK）
  - 女たちの帝国（1997年）
- Days 第7-9話（1998年、フジテレビ）
- 神様、もう少しだけ 第1話（1998年、フジテレビ）
- タブロイド 第2話（1998年、フジテレビ）
- 元禄繚乱（1999年、NHK）
- 隣人は秘かに笑う 第6話（1999年、日本テレビ）
- サラリーマン金太郎（1999年、TBS）
- すずらん（1999年、NHK）
- QUIZ 第4話、第9話（2000年、TBS）
- 合い言葉は勇気 第5話（2000年、フジテレビ）
- 女同士（2000年7-9月、東海テレビ）
- やまとなでしこ 第2話（2000年、フジテレビ） - ギャルソン 役
- 真夏のメリークリスマス 第3-10話（2000年、TBS）
- 新宿暴走救急隊 第6話（2000年、日本テレビ）
- 女子アナ。 第3話（2001年、フジテレビ）
- ロケット・ボーイ 第2話（2001年、フジテレビ）
- ルーキー!（2001年、フジテレビ）
- できちゃった結婚 第9話（2001年、フジテレビ）
- 非婚家族 第10話（2001年、フジテレビ）
- TRICK 2 第8、9話（2002年、テレビ朝日）
- 恋ノチカラ 第1、2話（2002年、フジテレビ）
- ビッグマネー!〜浮世の沙汰は株しだい〜 第5話（2002年、フジテレビ）
- 利家とまつ〜加賀百万石物語〜（2002年、NHK） - 種村三郎四郎 役
- こころ（2002年、NHK）
- 真夜中の雨 第11話（2002年、TBS） - 小柳良夫 役
- 東京湾景 第5話（2004年、フジテレビ）
- 救命病棟24時 第3シリーズ 第3話（2005年、フジテレビ）
- H2〜君といた日々 第4話（2005年、TBS）
- 恋におちたら〜僕の成功の秘密〜第10話（2005年、フジテレビ）
- 不信のとき 第11話（2006年、フジテレビ） - 前島人事部長 役
- おいしいごはん 鎌倉・春日井米店 第8話（2007年、テレビ朝日） - ハローワーク職員 役
- 佐々木夫妻の仁義なき戦い 第9、10話（2008年、TBS） - 判事 役
- サラリーマン金太郎 第2シリーズ（2010年、テレビ朝日）
- ハンチョウ〜神南署安積班〜シリーズ2 第9話（2010年3月、TBS）
- 相棒 season 9 第9話「予兆」（2010年12月15日、テレビ朝日 / 東映） - 高野友彦（警察庁長官官房） 役
- 悪党〜重犯罪捜査班 第1話（2011年1月21日、朝日放送・テレビ朝日） - 戸田山刑事（神奈川県警本部） 役
- 秘密諜報員 エリカ 第4話（2011年10月27日、読売テレビ・日本テレビ） - 松井浩之 役

### 単発ドラマ
- 刑事・鬼貫八郎5（1995年、日本テレビ）
- スチュワーデス刑事5（2001年、フジテレビ）
- やまとなでしこ・ディレクターズカット（2001年、フジテレビ） - ギャルソン 役
- 天使の歌声 〜小児病棟の奇跡〜（2002年、フジテレビ）
- 検事・朝日奈耀子3（2005年、テレビ朝日） - 佐野誠 役
- 弟（2004年、テレビ朝日）
- ザ・ヒットパレード〜芸能界を変えた男・渡辺晋物語〜（2006年、フジテレビ）
- 神楽坂署生活安全課2（2003年、テレビ東京） - 宮嶋秀夫 役

### 映画
- ケイゾク/映画 Beautiful Dreamer（2000年） - 霧島慈朗 役
- ホワイトアウト（2000年）

### テレビアニメ
- こちら葛飾区亀有公園前派出所（フジテレビ）
  - 第324話「ワシは誰だ!?」（2003年10月12日） - 加納新平 役
  - 第338話「中川家お家騒動」（2004年2月1日） - 中川栄一 役

### ゲーム
- 探偵学園Q 奇翁館の殺意（2003年） - 八神幽玄、漆坂秀重 役

### その他
- ウルフルズ「ツギハギブギウギ」ミュージックビデオ（1996年） - アナウンサー、応援団員